# 川辺為三
川辺 為三（かわべ ためぞう、1928年11月29日 - 1999年4月16日）は、日本の教育者・小説家。樺太生まれ。作品集『岬から翔べ』で第18回北海道新聞文学賞受賞。
北海道学芸大学（現在の北海道教育大学）卒。札幌市とその周辺で高校教員（国語科）として勤務、のちには國學院女子短期大学（國學院短期大学）助教授、北海道立文学館を運営する財団法人北海道文学館の評議員も務めた。教職のかたわら、渡辺淳一や高橋揆一郎、寺久保友哉らを輩出する文芸同人誌『くりま』創刊の中心となって小説作品を発表し、後年は札幌の月刊同人誌『北方文芸』の編集者として、またカルチャーセンター講座「創作教室」の講師として多くの作家を育てた。

## 経歴と人物
1928年（昭和3年）11月29日、大日本帝国統治期の南樺太豊原市で生まれる。旧制豊原中学校（樺太庁立豊原中学校）に通い、第二次世界大戦敗戦後の1947年（昭和22年）3月、函館に引き揚げ（帰国）。北海道学芸大学札幌分校（現・北海道教育大学札幌校）を卒業し、国語科教員として私立札幌大谷高校、北海道立赤平西高校勤務を経て、道立札幌北高校で教壇に立つ。
1956年（昭和31年）7月、27歳のとき、高校教員を務めるかたわら同志と文芸同人誌『凍檣（とうしょう）』を創刊して小説作品を発表。同誌は第6号から『くりま』と改題、その第18号（1970年6月）に発表した「戦かわぬ戦友」で第4回北海道新聞文学賞候補。1972年3月、「白釉無文」で第4回新潮新人賞候補。1984年、作品集『岬から翔べ』で第18回北海道新聞文学賞受賞。
1985年（昭和60年）からは北海道を代表する月刊文芸同人誌『北方文芸』の編集人を森山軍治郎、鷲田小彌太とともに引き継ぎ、1997年3月に同誌が通巻350号をもって休刊する直前まで編集を担当した。また札幌市の道新文化センターで「随筆・創作教室（月曜会）」を開講して実作を教え、1986年から受講者の作品集『河108』をほぼ毎年刊行し、病床に臥すまで講師を続けた。
『北方文芸』の編集者として藤堂志津子らを世に出し、また「創作教室」を通じて水木ゆうか、山本由美子、朝倉かすみ、まさきとしかなど多くの北海道の作家を送り出した。
1992年（平成4年）、単行本『サハリンの声』を書き下ろし長編小説として講談社から刊行した。
1997年（平成9年）春、病を得て創作教室の講師を辞すると、同年10月、創作教室の教え子らによって文学サークル「河の会」が結成された。二年後の1999年（平成11年）4月16日、70歳にて死去。「河の会」は川辺の没後も活動を続け、2009年6月には札幌地方同人雑誌懇話会の設立にも参加、創作教室時代から続く会誌『河108』を発行し続けている。

### 著名な親族
第56回北海道新聞文学賞、第56回日本詩人クラブ賞、第13回丸山薫賞を受賞した詩人の山本博道は川辺の甥にあたる。

## 著作リスト

### 単行本
- 『岬から翔べ』[注 6] 構想社、1984年4月。
- 『サハリンの声』 講談社、1992年6月。

### アンソロジー収録（小説）
- 北海道新聞社 編『北海道新鋭小説集 1980』北海道新聞社、1980年9月。（小説「島よ、眠れ」収載）
- 北海道新聞社 編『北海道新鋭小説集 1981』北海道新聞社、1981年9月。（小説「朱い糸、朱い裂」収載）
- 『北海道文学全集』 第21巻 : さまざまな座標(二)、立風書房、1981年9月、189-213頁。（小説「白釉無文」収載）

### アンソロジー収録（評論）
- 『渡辺淳一の世界』集英社、1998年6月。（川辺が渡辺淳一作品を論じた評論3編が再録されている[注 12]）